# Kabelbaumliste
KBL (KabelBaumListe) ist ein Standard für ein XML-Dateiformat zur einheitlichen digitalen Beschreibung eines Kabelbaums – in Form von Steckern, Leitungen, Leitungsschutzelementen, Befestigungen u. Ä.

Dieser Standard wurde vom VDA als Empfehlung 4964 im Jahre 2005 in der ersten Version veröffentlicht und kontinuierlich weiterentwickelt. Die aktuelle Version ist von Juli 2018. In dieser Aktualisierung wurden die Dokumentation verbessert und neue Features eingeführt. Die letzte Überarbeitung ist die KBL 2.5. 

Die Entwicklung der KBL ist von den Anwendern getrieben. In der Projektgruppe „Vehicle Electric Systems Workflow Forum (VES-WF)“ des prostep ivip Vereins sind Mitarbeiter der führenden Automobilhersteller in Deutschland und deren Kabelbaumzulieferer vertreten.

Obgleich eine deutsche Initiative, hat die KBL internationale Beachtung erfahren. Auch im englischen Sprachraum ist der Begriff „Kabelbaumliste“ gebräuchlich. Die Bezeichnung „Harness Description List“ wird weniger verwendet.
Die KBL zielt in Zusammenhang mit der Standardisierung auf den Kabelbaum mit allen Daten und Informationen, die zu seiner Entwicklung und Fertigung benötigt werden. Außerhalb des Kabelbaums liegende Komponenten eines Bordnetzes wie Sensoren, Aktoren und Steuergeräte werden nicht in ihrer Funktion behandelt, sondern als Blackbox.
Die KBL wird in der deutschen Automobilindustrie flächendeckend produktiv für den Datenaustausch zwischen den Herstellern und den Zulieferern genutzt. Die KBL dient auch als Prozessformat in den inhouse-Bordnetzentwicklungsprozessen.
Die KBL wurde zum VEC weiterentwickelt. Der VEC bietet wesentlich mehr Funktionalität und erlaubt die Beschreibung des digitalen Life-Cycle-Produktmodells des Bordnetzes.